# Turbatrix
Turbatrix – rodzaj nicieni z rodziny Panagrolaimidae.
Przedstawiciele rodzaju:
- Turbatrix aceti - węgorek octowy